# ナーガパッティナム
ナーガパッティナム（タミル語: நாகப்பட்டினம்、英語: Nagapattinam）は、インド南部のタミル・ナードゥ州にある都市。ナーガパッティナム県の県庁所在地であり、同県ナーガパッティナム郡の中心都市である。漢字表記は沙里八丹.

## 歴史

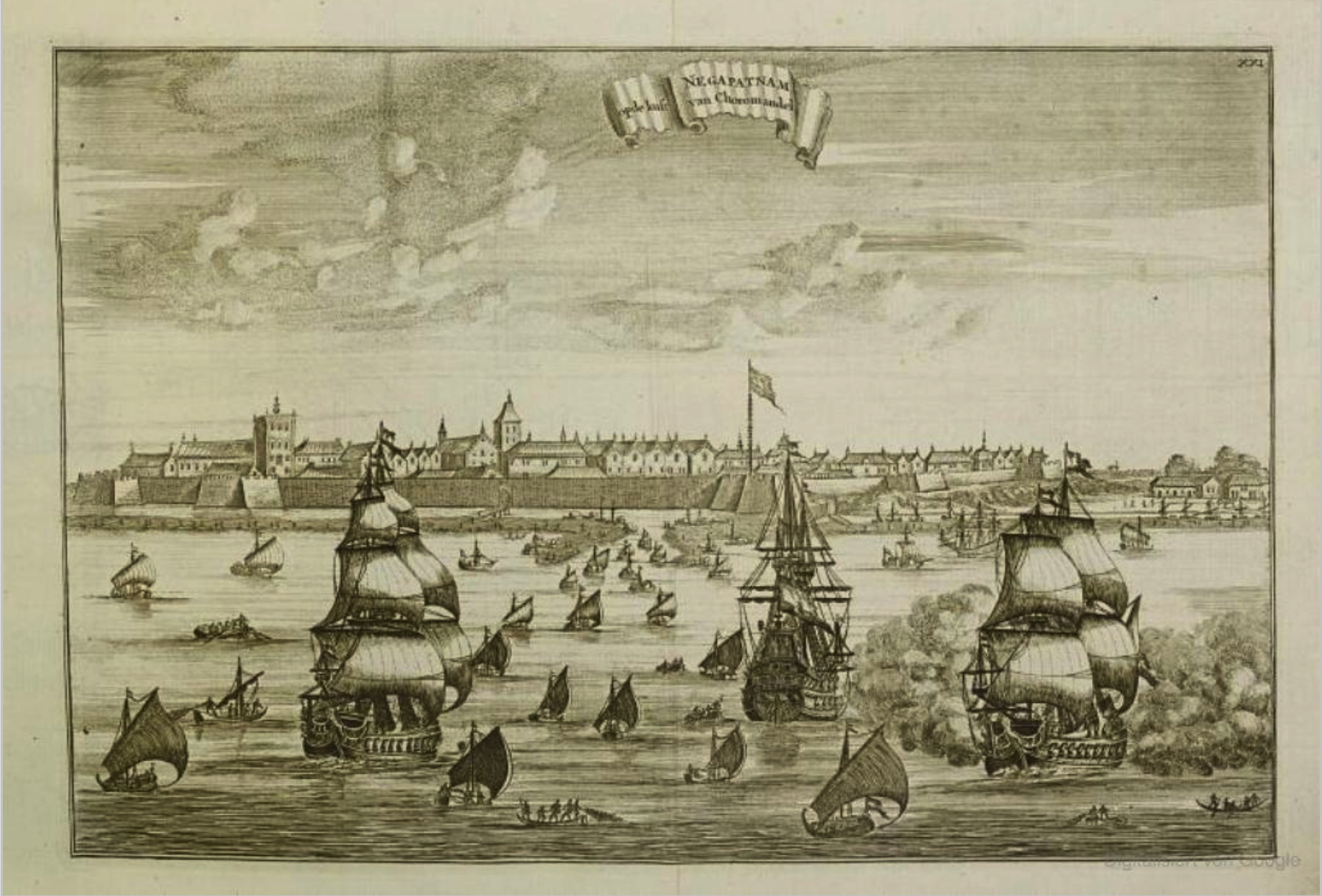
オランダ支配下のナーガパッティナム（18世紀）

大航海時代、ナーガパッティナムには多数のポルトガル商人が来航し、1530年までには同地には相当規模のポルトガル人居留地が形成されていた。
1658年、オランダ東インド会社がポルトガル勢力をナーガパッティナムから駆逐して占領した。これによりコロマンデル海岸のオランダ勢力は衰退に向かった。
1662年1月5日、オランダはタンジャーヴール・ナーヤカ朝の君主ヴィジャヤ・ラーガヴァ・ナーヤカの合意も取り付け、ナーガパッティナムをはじめとする10の村の権限がポルトガルからオランダに移譲された。
17世紀後半、ヨーロッパで綿布使用が普及したことにより、南インド産の綿布の需要が増大すると、オランダはナーガパッティナム、サドラス、ポルト・ノヴォで綿布の買い付けを行った。
1690年、オランダ領コロマンデルの首府がプリカットからナーガパッティナムに移された。
1781年、イギリスはオランダからナーガパッティナムを奪い（ナーガパッティナム包囲戦）、1784年のパリ条約でイギリスに正式に割譲された。

## 政治
ナーガパッティナムでは、2001年の州議会議員選挙ではAIADMKのR・ジーヴァーナンダンが当選した。
だが、2006年の州議会議員選挙ではCPIMのV・マーリムットゥがAIADMKのK・A・ジャヤパールを抑えて当選した。

## 地理
- チェンナイまで 334km
- ティルチラーパッリまで 134km
- マドゥライまで 237km
- コーヤンブットゥールまで 337km
- カンニヤークマリまで 479km